# Venezianisches Haus (Piran)

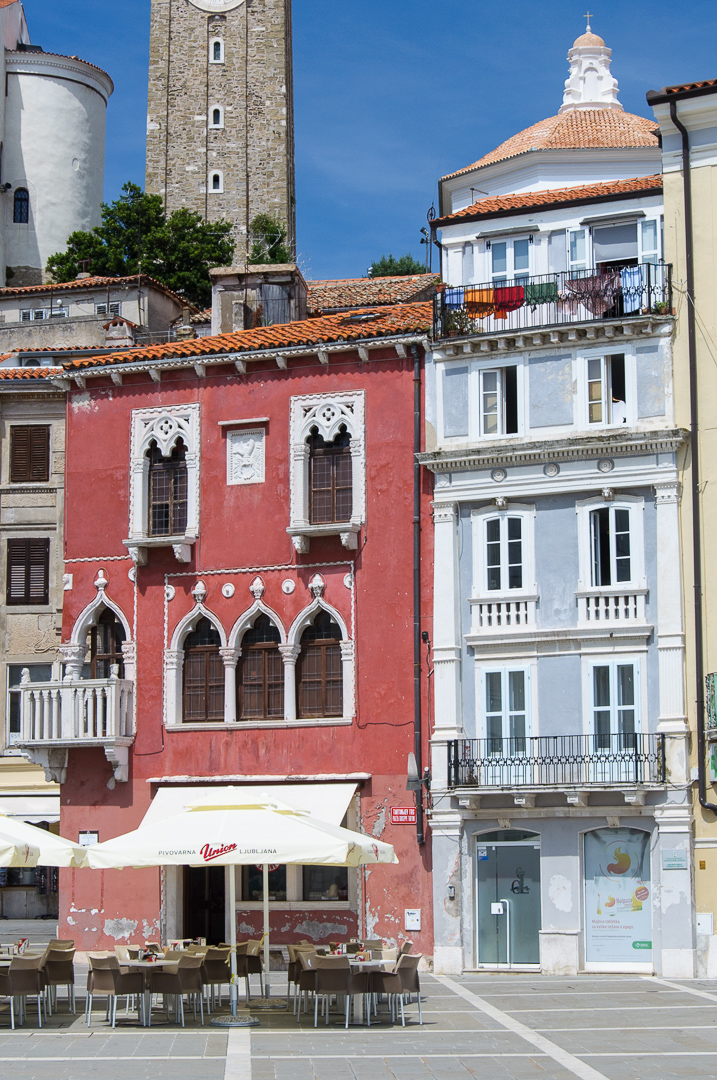
Das Gebäude im Jahr 2014

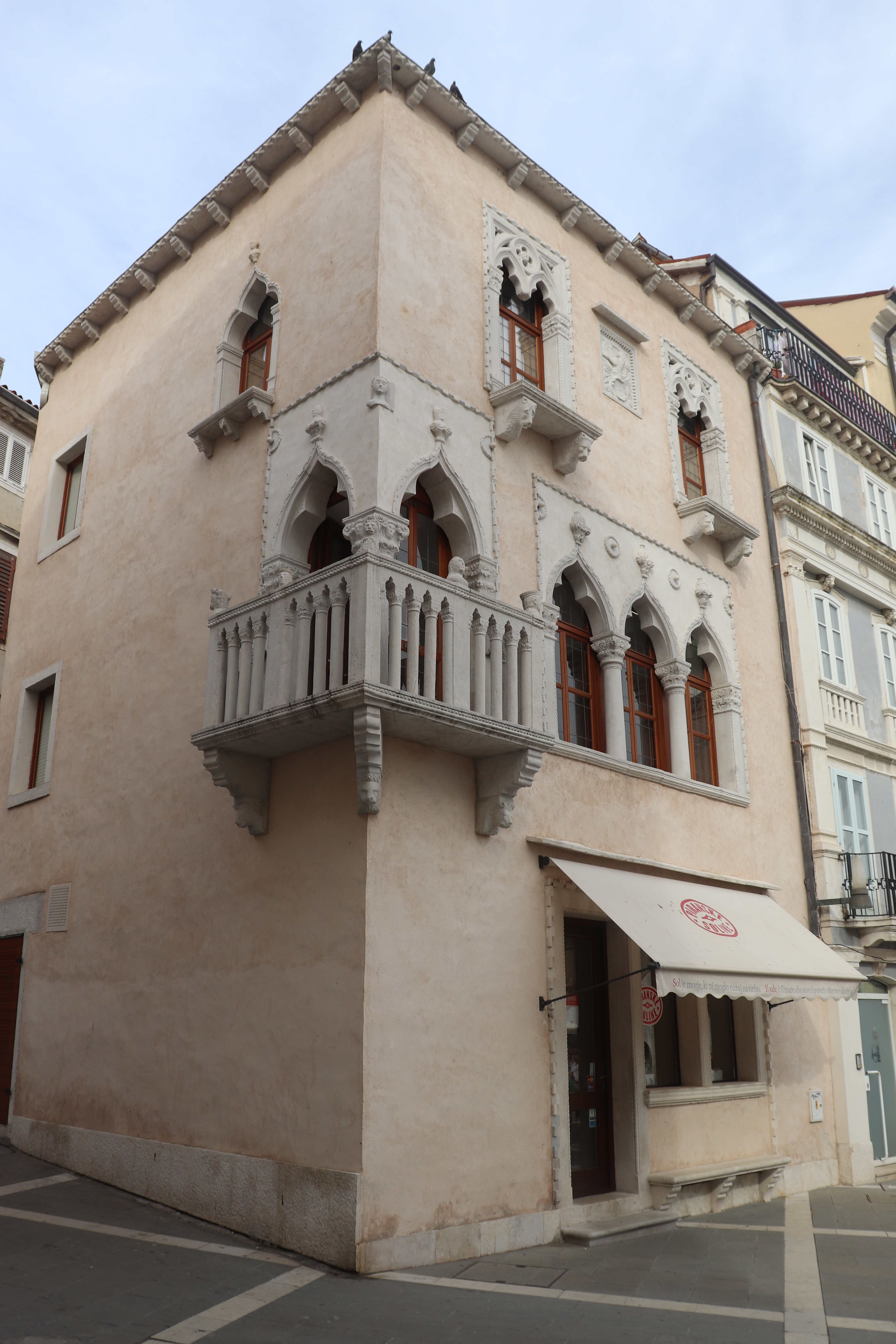
Das Gebäude im Jahr 2019

Als Venezianisches Haus wird ein Gebäude aus der 1. Hälfte des 15. Jahrhunderts in der slowenischen Stadt Piran auf der Halbinsel Istrien bezeichnet. Es befindet sich am Nordrand des Tartini-Platzes mit der Adresse Ulica IX. korpusa 2. Das Gebäude gilt als schönstes Beispiel der venezianischen Gotik in der Stadt. Es wird gelegentlich mit dem Palazzo Priuli all’Osmarin in der Gemeinde San Severo in Venedig verglichen. Im Slowenischen heißt das Gebäude Benečanka, also Venezianerin.

## Beschreibung
Das Haus ist mit reichen Steinornamenten verziert, die drei Fassadenseiten sind mit einem umlaufenden Sims abgeschlossen. Herausragendes Element ist der gotische Eckbalkon. Die beiden Fenster sind an der Ecke des Balkons durch eine Säule mit einem kunstvoll gestalteten Kapitell verbunden.
Der vordere Teil der Fassade ist asymmetrisch gestaltet. Im ersten Stock befindet sich ein verziertes Gesims mit schlanken Bögen. Dieses wird von einfach profilierten Kragsteinen getragen. Über den Triforien befinden sich vier Medaillons, die äußeren sind Halbmedaillons.
Im zweiten Obergeschoss befinden sich mit je zwei Rundbogen ausgestattete Monoforien, ebenfalls in rechteckigen Rahmen mit gezahnten Einfassungen. Die hervorstehenden Fensterbänke werden jeweils von zwei Konsolen in Form von Löwenköpfen getragen.

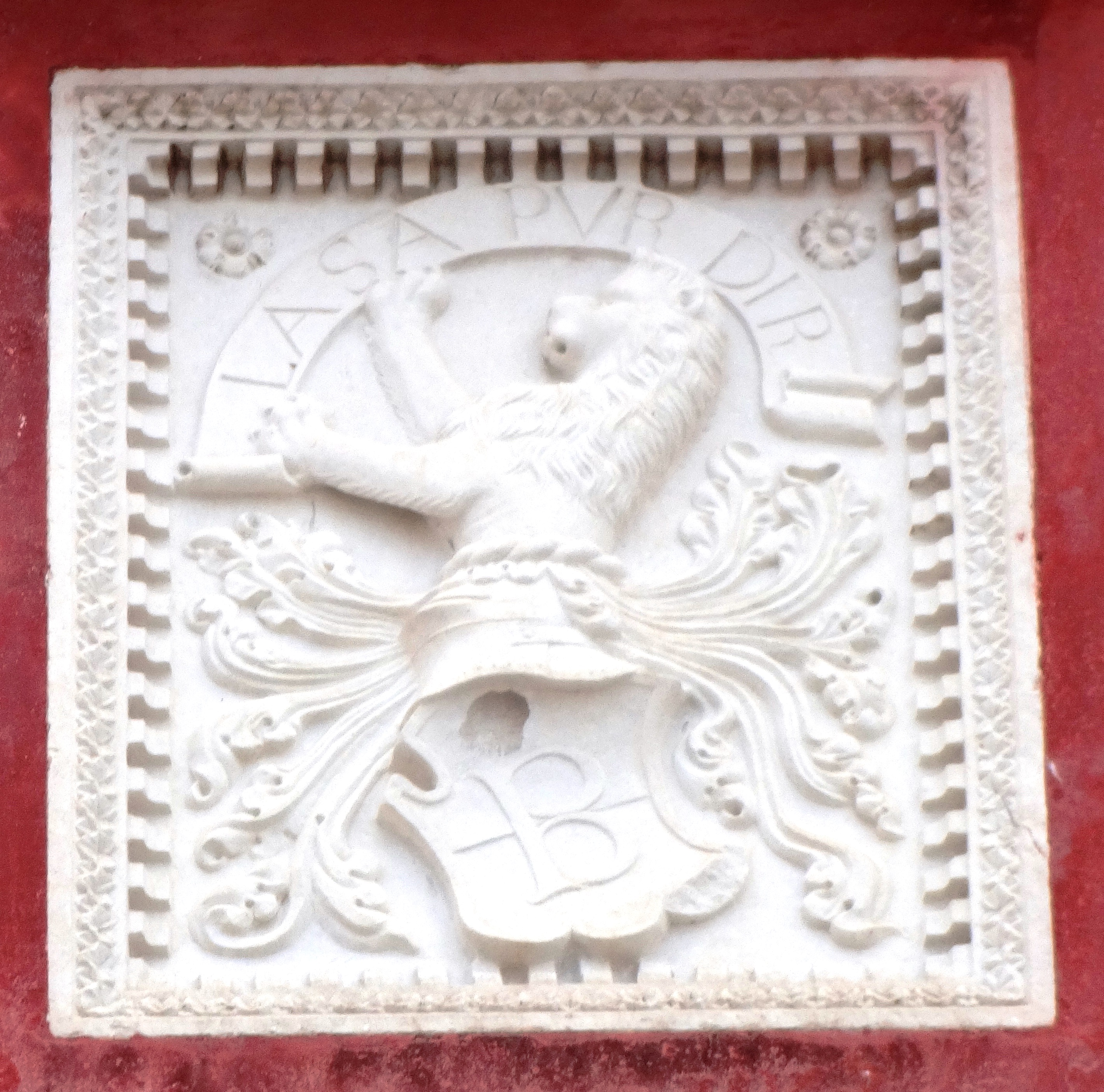
Der Löwe mit der Inschrift „Lasa pur dir“

Zwischen den Fenstern des zweiten Obergeschosses wurde eine Steinplatte mit einem heraldischen Löwen angebracht, der zwischen seinen Pranken eine Inschrift hält. Diese lautet: „Lasa pur dir“ (‚Lass sie nur reden‘). Der Legende nach soll sich ein Mädchen aus Piran in einen reichen Kaufmann verliebt haben. Die beiden trafen sich in dem Haus und ließen, zum Spott auf die Lästermäuler, die besagte Inschrift anbringen.
An der Rückseite des Gebäudes befindet sich auf jeder Etage ein rechteckiges Fenster, sowie eine Tür, die von einem Wal und einem Zahnradmotiv eingerahmt ist und die zu einer Innentreppe zum Piano nobile führt, dann weiter zum Dachgeschoss. 
Im Erdgeschoss befindet sich heute ein Geschäft, im oberen Obergeschoss ein Hotel. Das Erdgeschoss wurde mehrfach umgenutzt und den jeweiligen Bedürfnissen angepasst. Die oberen Geschosse wurden nie grundlegend verändert, so dass die Fassade in den Obergeschossen derjenigen des 15. Jahrhunderts entspricht. Im Gegensatz dazu wurde das Innere des Gebäudes mehrfach stark verändert. 

## Geschichte
Errichtet wurde das Gebäude entweder Anfang oder Mitte des 15. Jahrhunderts auf einer Fläche von wenig mehr als 70 m² von der vermögenden Familie Del Bello. Schriftliche Überlieferungen aus der Bauzeit sind nicht bekannt, jedoch erscheint das Gebäude bereits in einem Gemälde von Jacopo Tintoretto. Eine Skizze des Architekten Peter von Nobile aus dem Jahr 1815 zeigt eine Venezianerin nebst einer Gebäudegruppe auf dem Tartini-Platz.

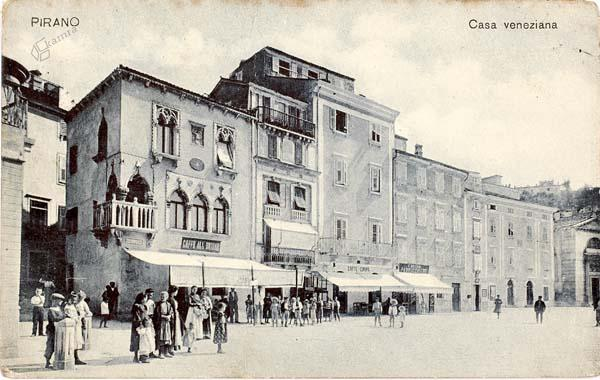
Der Platz mit der Venezianerin im Jahr 1909 mit dem seinerzeitigen Café

1901 fand eine Restaurierung statt, doch liegen darüber keinerlei Aufzeichnungen vor. Im Erdgeschoss befand sich ein Café. 1935 wurde dieses Geschoss erneut renoviert. Dabei wurde die Zeichnung Nobiles herangezogen, um den Zustand des frühen 19. Jahrhunderts wiederherzustellen. Bei dieser Gelegenheit wurden allerdings erst die Türen und Fenster im Erdgeschoss mit Steinrahmen mit dem Walmotiv und dem Zahnrad ausgestattet. 
In den 1950er Jahren wurde das Gebäude erneut renoviert. Dabei wurde die hintere Fassade wegen Baufälligkeit abgerissen und neu aufgebaut. Das erste Stockwerk wurde nun für ein Museum vorgesehen, das zweite für das Fremdenverkehrsamt. Die statischen Probleme wurden von dem Ingenieur Dušan Rajič angegangen. Besondere Probleme bereitete hier eine Balkonsäule im ersten Obergeschoss. Der Entwurf lag bei Milica Detoni, die auch die Innenräume des ersten und zweiten Geschosses entworfen hat. Die Nutzung des Gebäudes wurde geändert, man sah nun ein Büro im Erdgeschoss, einen Sitzungssaal im ersten Stock sowie drei Büros im zweiten Stock vor.

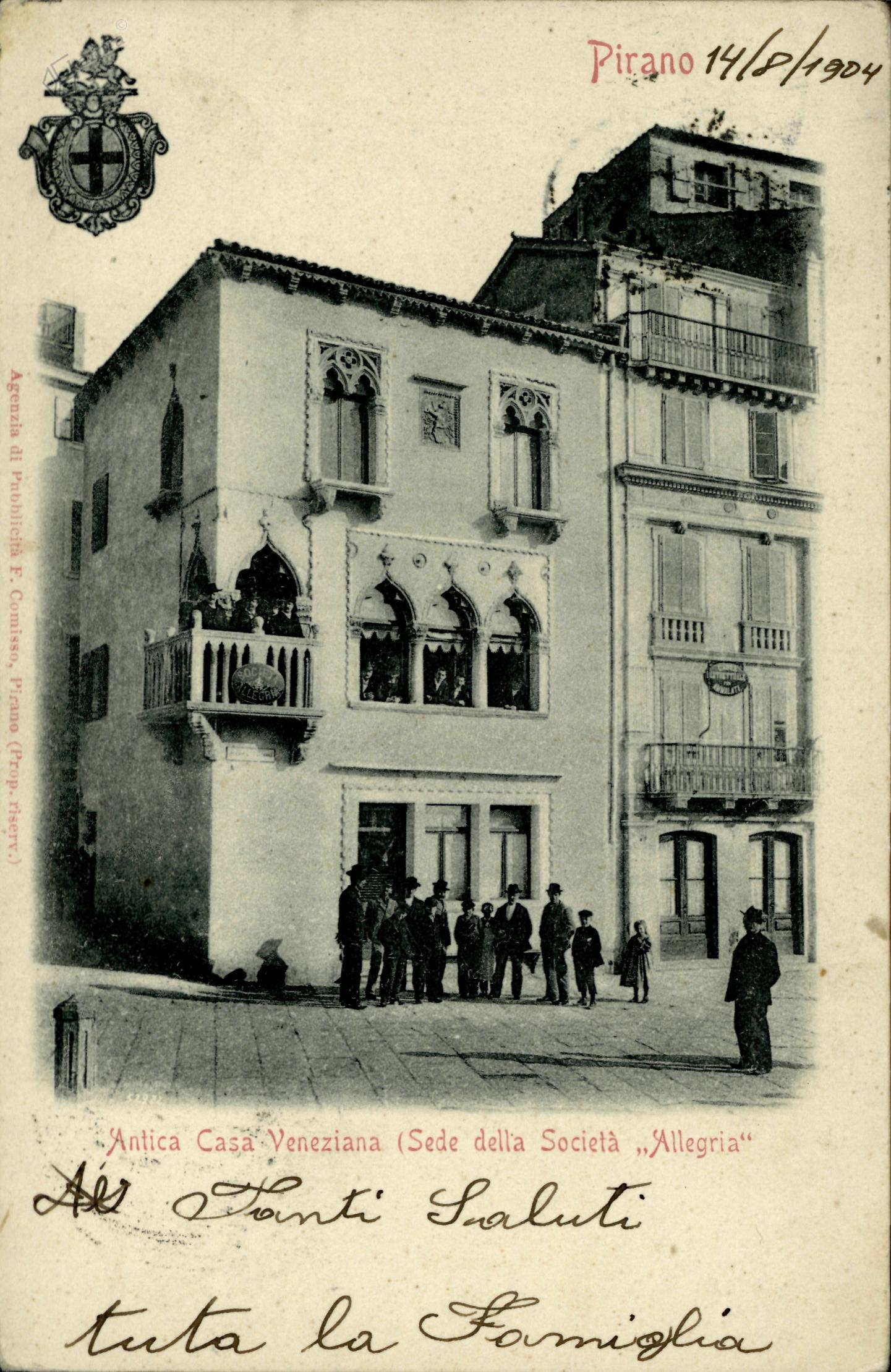
Postkarte von 1904

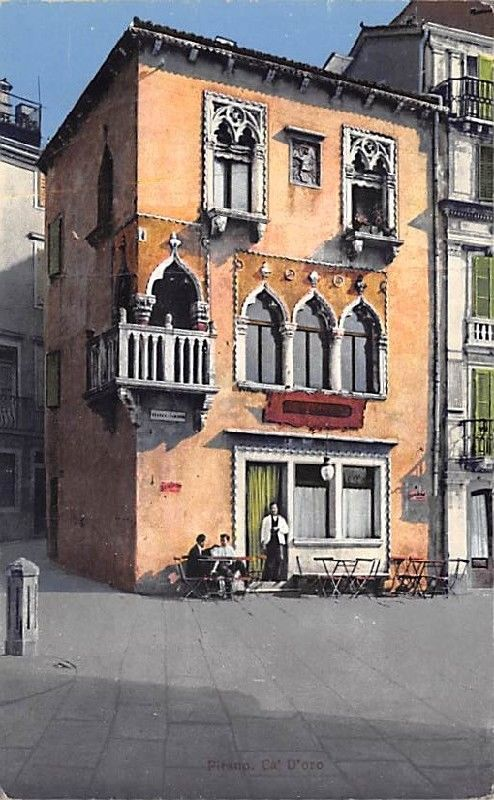
Das Venezianische Haus von Piran auf einer Postkarte von 1914

Von 1959 bis 2016 trug das Gebäude einen roten Putz, eine Farbe, die auf eine Entscheidung des Architekten Edo Mihevc (1911–1985) zurückgeht, die er im Mai 1959 traf. Dieser war ein vielfach mit Preisen ausgezeichneter Professor für Architektur in Ljubljana, jedoch vornehmlich mit Industriebauten befasst. 1976 wurde eine Umnutzung als Wohngebäude abgelehnt. 1987 erhielt das Gebäude eine noch intensivere Rotfärbung der Fassade. 2003 durften Veränderungen am Putz der Erdgeschossfassade vorgenommen werden, doch musste die Farbe identisch sein. Alternativ bestand die Möglichkeit, den gesamten Putz abzutragen und neu zu gestalten. 2012 musste die Frage des Einbaus einer Klimaanlage vom Denkmalschutz gelenkt werden. Dabei wurden strengere Vorgaben gemacht, denn schon der letzte Putz war unsachgemäß aufgetragen worden. So durfte nur Kalkputz mit einer geglätteten Oberfläche an den Außenwänden eingesetzt werden, der charakteristisch für gotische Steinbauten dieser Epoche war. Nach Voruntersuchungen wurde die Genehmigung zur Restaurierung im April 2016 erteilt.
Seit 2016 trägt das Venezianische Haus wieder einen Putz, der weißlich ist, mit einer Anmutung von Backstein. Um diese Wiederherstellung der ursprünglichen Farbgebung kam es zu einer langen Auseinandersetzung zwischen Teilen der Bevölkerung, die diese willkürliche Färbung seit ihrer Kindheit kannte, und dem lokalen Denkmalschutz. Viele der Gegner der alten Farbe waren selbst erst in den Nachkriegsjahren nach Piran gekommen und somit gehörte es gleichsam zu ihrem kulturellen Erbe. Die nach 1945 verbliebene italienische Bevölkerung, lange Zeit wegen ihrer Rolle im Zweiten Weltkrieg marginalisiert, begrüßte hingegen die Wiederherstellung des als venezianisch empfundenen älteren Zustands, denn sie hatte oftmals die willkürliche „Umfärbung“ als geradezu traumatisierend erlebt.
Weitere Restaurierungsmaßnahmen erfolgten im Jahr 2019 vor allem an Fenstern und Türen.